# La vita è molto di più/Quando penso a te
La vita è molto di più/Quando penso a te è un singolo di Pupo pubblicato nel 1986. La prima traccia è interpretata con Fiordaliso ed è uno dei pezzi più noti del cantautore toscano, pur non avendolo mai più cantato negli anni futuri durante i suoi concerti.
Entrambe le tracce sono incluse nell'album La vita è molto di più, pubblicato sempre nello stesso anno.

## Tracce
1. La vita è molto di più – 3:20
2. Quando penso a te – 4:00